# 제이크 쿠엥카
제이크 쿠엥카(영어: Jake Cuenca, 1987년 12월 30일 ~ )는 필리핀의 배우이다.